# Vegeholms slott
Vegeholms slott är ett slott i Strövelstorps socken i Ängelholms kommun.
Vegeholm ligger vid Vegeåns mynning, söder om Ängelholm. Slottet är ett trevånings stenhus med högt brutet tak kring en nästan kvadratisk borggård. I två hörn finns stora, fyrkantiga torn. På ömse sidor om norra fasaden ligger två fristående låga flyglar.

## Historia
Vegeholm var ursprungligen en dansk borg från 1500-talets början, som brändes 1525. Slottet byggdes upp på nytt 1530 av den danske riksmarsken Tyge Krabbe. Under 1653-54 ägde häxprocessen på Vegeholm rum på slottet.
Det ägdes av släkten Krabbe till 1663, då det köptes av Gustaf Otto Stenbock. Efter hans död tillhörde det först Olof Nilsson Engelholm och därefter av lagman Johan Cedercrantz. Troligen var det under dennes tid som den arkadomgivna, numera övertäckta gården skapades med förebilder från italienska renässanspalats. Hans släkt ägde Vegeholm till 1814, då det restaurerades grundligt. Det har sedan bytt ägare flera gånger under 1800-talet, då det ägdes bland annat av släkterna Ehrenborg och Sjöcrona. 
Under tidigt 1900-tal köptes slottet av makarna Wilhelmina och Walther von Hallwyl och lämnades som gåva till dottern Irma von Geijer och hennes make Wilhelm von Geijer och renoverades på nytt. Vegeholm tillhör fortfarande släkten von Geijer.